# Президентские выборы в Бангладеш (2013)
Непрямые президентские выборы в Бангладеш прошли 22 апреля 2013 года в связи со смертью президента Зиллура Рахмана 20 марта 2013 года.
Президентом был избран Абдул Хамид в результате безальтернативного парламентского голосования. Глава избирательной комиссии в тот же день объявил Хамида победителем.